# Schirm (Wald)

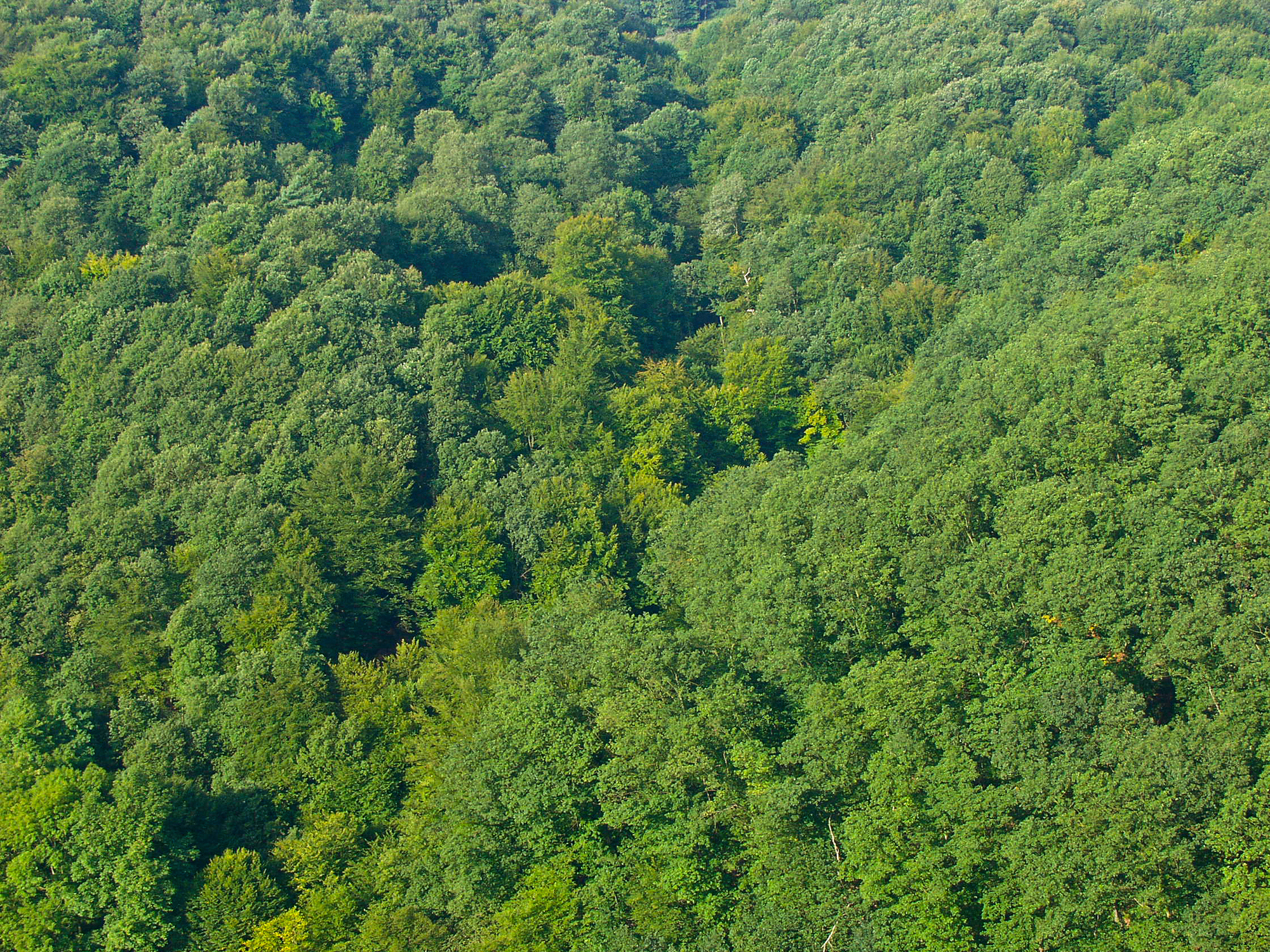
Blätterdach der naturnahen Buchenwälder an der Wupper unter der Müngstener Brücke

Ein Schirm ist in der Forstwirtschaft die Gesamtheit aller Kronen der Bäume in der Oberschicht eines Waldes über der nachfolgenden Bestandsgeneration oder über Kulturpflanzen (beispielsweise Heidelbeeren). In den Bio- und Geowissenschaften werden auch die Bezeichnung Kronendach oder Kronenschicht verwendet, umgangssprachlich auch Blätterdach.
Die Dichte und die Struktur des Kronendaches (einschließlich des waldbildenden Baumartenspektrums) wird durch den Tages- und Jahresgang der Sonneneinstrahlung beziehungsweise deren Einfallswinkel bestimmt: So stehen etwa in der borealen Zone schmalkronige Nadelbäume, um die tiefstehende Sonne optimal zu nutzen; während laubwerfende Bäume in den Mittelbreiten an die Unterschiede von Sommer und Winter bei mittelhohem Sonnenstand angepasst sind; und in den Tropen breitkronige Laubbäume den hohen Sonnenstand nutzen. In warmen Feucht- und Regenwäldern finden sich häufig sogenannte Emergenten, die über dem geschlossenen Schirm eine weitere Etage aus einzelnen Bäumen oder Baumgruppen bilden.

## Bedeutung und Eigenarten

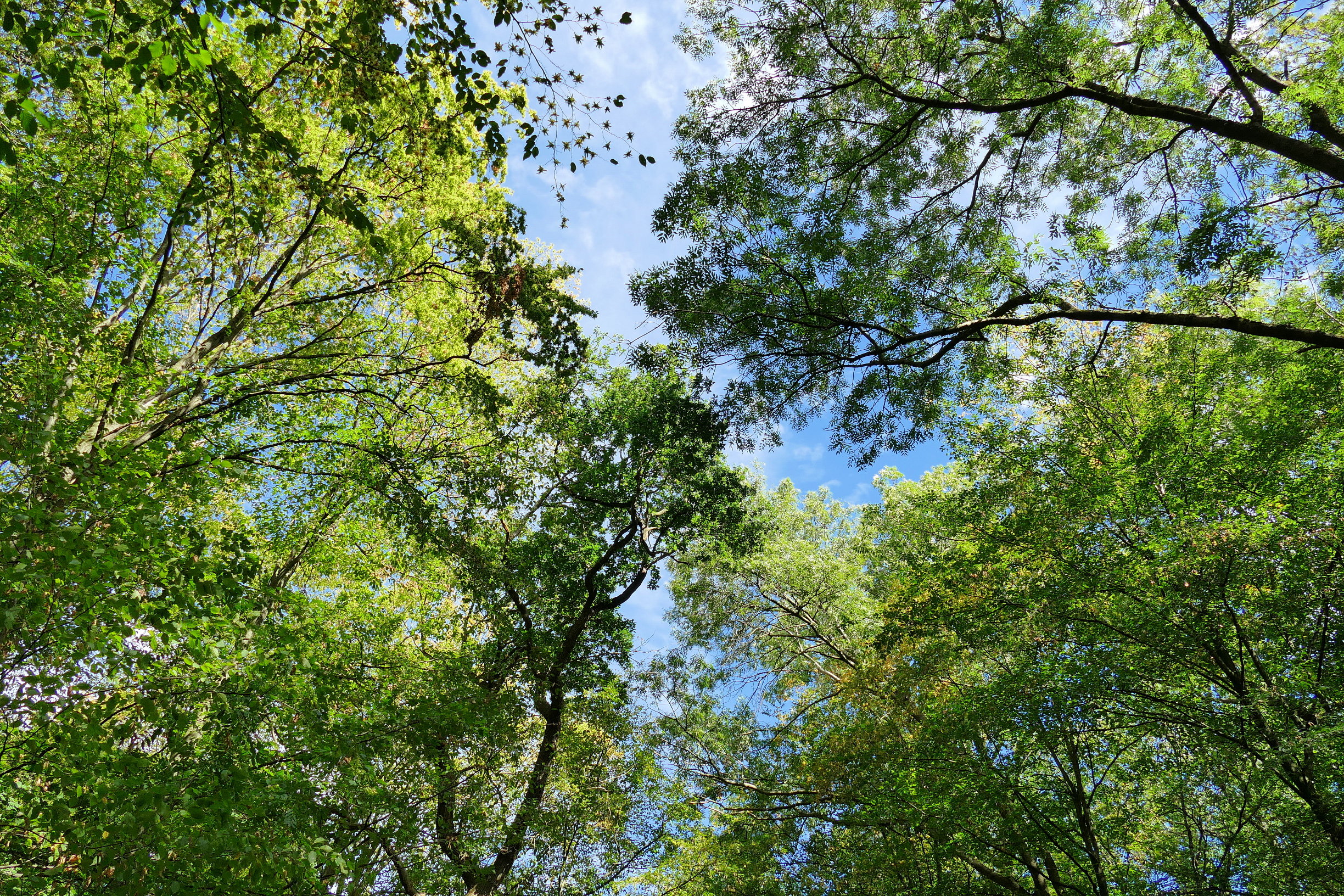
Baumkronen eines Waldes im frühen Herbst, Schirm von unten im Hambacher Forst.

Seine Bedeutung erlangt der Schirm durch die Beschattung der darunter wachsenden Vegetation. Er schafft ein Waldinnenklima auf einer gegebenen Fläche, das im Vergleich zu Freiland für einen mäßigen Gang der Luftfeuchtigkeit, der Temperatur und der Sonneneinstrahlung sorgt. Die verminderte Lichtversorgung der unter dem Schirm wachsenden Pflanzen führt dazu, dass diese im Frühjahr der Mittelbreiten tendenziell später austreiben, wodurch deren Gefährdung durch Spätfrost vermindert wird.
Die Kultivierung einiger Baumarten in Europa ist aus diesem Grund oft nur „unter Schirm“ möglich. Speziell im deutschsprachigen Raum wurden teilweise komplexe Waldbausysteme entwickelt, die während der Verjüngungsvorgänge die Schutzbedürftigkeit der jungen Bäume gegenüber Spätfrösten berücksichtigen (Schirmschlag in seinen verschiedenen Variationen). Gefährdet durch Spätfrost sind vor allem schattenertragende Baumarten wie die Weißtanne und die Rotbuche, deren Anteile am Wald in Deutschland erhöht werden sollen. Der Umbau labiler, also standortferner Nadelwälder in naturnahe Laubholzmischbestände erfordert daher Verjüngungsmaßnahmen noch vor der endgültigen Entnahme der herrschenden Baumschicht. Zuweilen werden zum nachfolgenden Anbau von Rotbuchen speziell Vorwälder aus Birken begründet, unter welche später junge Buchen im Alter von 2 bis 4 Jahren gepflanzt werden.

## Kronendach in Naturwäldern

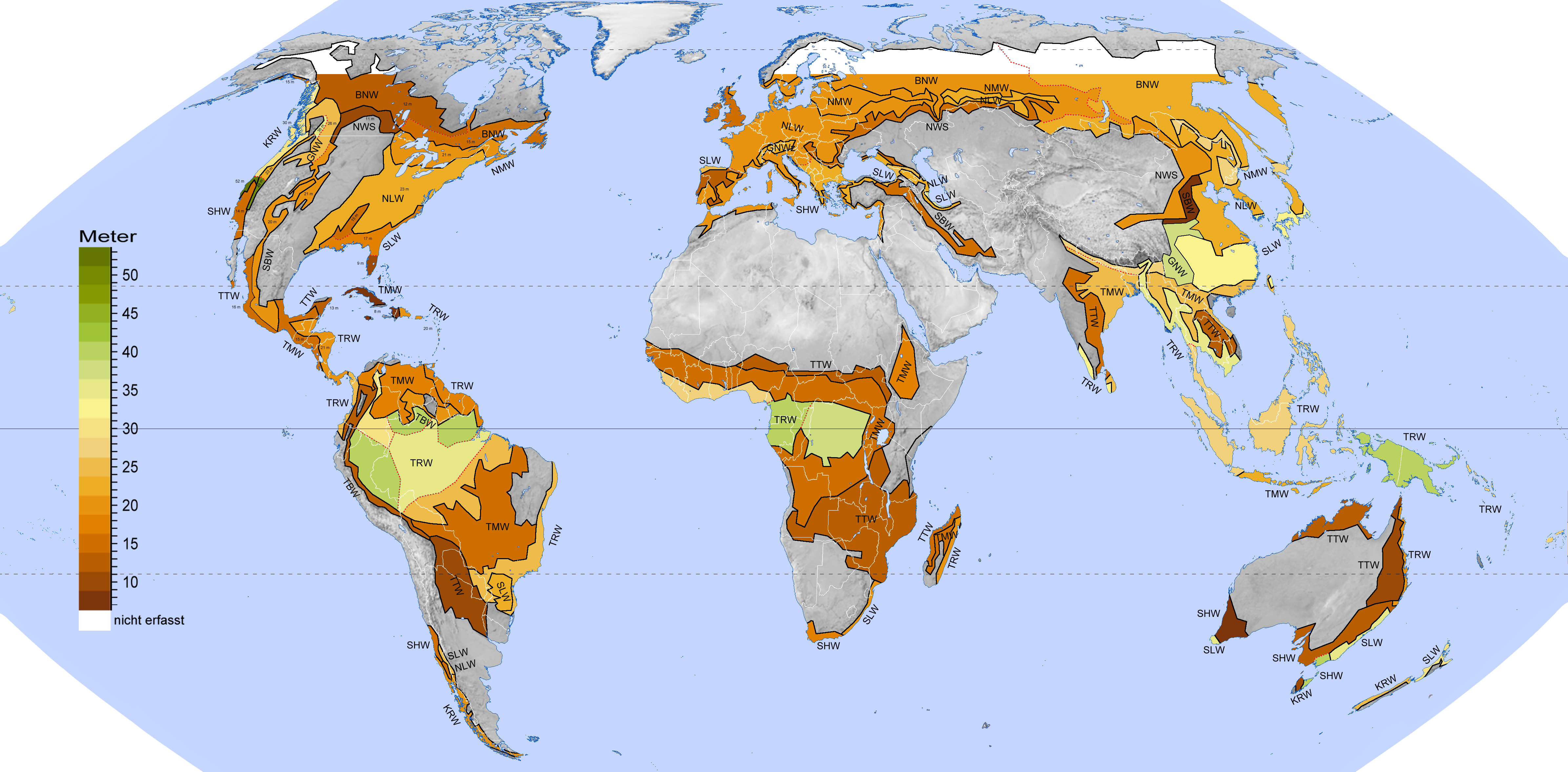
Durchschnittliche Kronenhöhen aller Naturwaldtypen der Erde (rote Trennlinien zeigen Abstufungen innerhalb eines Waldtyps)

Die obige Karte zeigt die Ergebnisse einer Studie von 2016 zu den Schirmhöhen aller Wälder; hier vereinfacht und auf die wesentlichsten Waldtypen der Erde bezogen. Die folgende Tabelle benennt die Typen und gibt nähere Auskunft zu den durchschnittlichen Spannbreiten der Höhen. Eine Unterscheidung nach Regionen wurde nur bei sehr großen Abweichungen vorgenommen.
Zusätzliche Quellenangaben weisen auf einen Abgleich der Zahlen mit anderer Literatur hin. Die teilweise augenfälligen Abweichungen sind nicht nur die Folge einer besseren Datenlage der Studie, sondern ebenso der Abgrenzung der Waldtypen, die aufgrund real fließender Übergänge eine künstliche Grenzziehung erfahren muss, die je nach Autor etwas unterschiedlich ausfällt.
Ein „+ X m“ in den Anmerkungen bezieht sich auf das Vorkommen über das Kronendach ragender Urwaldriesen mit ihren üblichen (Gesamt-)Höhen.
| Kürzel | Waldtyp/Region                           | kleinster Ø | absoluter Ø         | größter Ø   | Anmerkungen                                                                 |
| ------ | ---------------------------------------- | ----------- | ------------------- | ----------- | --------------------------------------------------------------------------- |
| BNW    | Borealer Nadelwald (südlicher Teilraum)  | 10 m (20 m) | 20 m (22 m)         | 25 m (30 m) | im nicht erfassten Nordteil niedriger / große Unterschiede, unklar          |
|        | … in Nordamerika                         | 10 m        | 13 m                | 27 m        | im nicht erfassten Nordteil niedriger / große Unterschiede, unklar          |
|        | … in Eurasien                            | 13 m        | 21 m                | 26 m        | im nicht erfassten Nordteil niedriger / große Unterschiede, unklar          |
| NWS    | Gemäßigte Waldsteppe                     | 11 m        | 16 m                | 23 m        | am niedrigsten in Nordamerika, am höchsten in Ostasien                      |
| GNW    | Gebirgs-Nadelwald                        | 16 m        | 53 m                | 29 m        | erwartungsgemäß sehr große Spanne                                           |
|        | … Kordilleren / Alpen                    | 15 m        | 24 m                | 37 m        |                                                                             |
|        | … Sierra Nevada Kalifornien              | 45 m        | 49 m                | 53 m        | Standorte des Riesenmammutbaums                                             |
|        | … Ostasien                               | 24 m        | 38 m                | 46 m        |                                                                             |
| KRW    | Gemäßigter Küsten-Regenwald              | 17 m        | 26 m (20 bis >30 m) | 40 m        | erwartungsgemäß sehr große Spanne                                           |
|        | … Pazifische Kordilleren: Nord bis Mitte | 11 bis 25 m | 15 bis 30 m         | 19 bis 42 m |                                                                             |
|        | … Kalifornisches Küstengebirge           | 50 m        | 53 m                | 55 m        | Standorte des Küstenmammutbaums                                             |
|        | … Pazifische Südanden                    | 14 m        | 21 m                | 32 m        | + 50 m                                                                      |
|        | … West-Tasmanien                         | 9 m         | 11 m                | 16 m        |                                                                             |
|        | … Neuseeländische Alpen                  | 23 m        | 25 m                | 28 m        | + 55 m                                                                      |
| NMW    | Gemäßigter Mischwald                     | 14 m        | 22 m                | 32 m        | in Asien rund 5 m höher als anderswo                                        |
| NLW    | Gemäßigter Laubwald                      | 14 m        | 22 m                | 32 m        |                                                                             |
|        | … Nordhalbkugel                          | 15 m        | 23 m                | 32 m        |                                                                             |
|        | … Patagonien                             | 11 m        | 16 m                | 20 m        |                                                                             |
|        | … Neuseeland                             | 18 m        | 24 m                | 29 m        |                                                                             |
| SBW    | Subtropische Bergwälder                  | 13 m        | 16 m                | 33 m        | in Ostasien unter 10 m                                                      |
| SHW    | Subtropischer Hartlaubwald               | 13 m        | 17 m (15 bis 20 m)  | 25 m        |                                                                             |
|        | … Südwest-Australien (Mallee)            | 7 m         | 8 m                 | 10 m        |                                                                             |
|        | … Ost-Tasmanien                          | 29 m        | 41 m                | 47 m        | Standorte des Riesen-Eukalyptus u. a. sehr hoher Eukalypten                 |
| SLW    | Subtropischer Lorbeerwald                | 19 m        | 27 m (10 bis 30 m)  | 39 m        | weltweit sehr große Unterschiede, Südhalbkugel: + 30 bis 60 m               |
|        | … Südöstliches Waldland der USA          | 11 m        | 16 m                | 25 m        | weltweit sehr große Unterschiede, Südhalbkugel: + 30 bis 60 m               |
|        | … Süd-Florida                            | 8 m         | 9 m                 | 15 m        | weltweit sehr große Unterschiede, Südhalbkugel: + 30 bis 60 m               |
|        | … Südost-Australien u. Nord-Neuseelands  | 24 m        | 34 m                | 44 m        | weltweit sehr große Unterschiede, Südhalbkugel: + 30 bis 60 m               |
| TTW    | Tropische Trockenwälder                  | 9 m         | 12 m                | 23 m        | weltweit recht einheitlich                                                  |
| TMW    | Tropische Monsunwald (z. T. Savannen)    | 12 m        | 17 m (25 bis >35 m) | 35 m        | + 35 bis 65 m                                                               |
| TBW    | Tropische Bergregenwälder                | 11 m        | 16 m (15–20 m)      | 28 m        | teilweise + 25 bis 85 m                                                     |
| TRW    | Tropische Regenwälder                    | 19 m        | 31 m (30–50 m)      | 42 m        |                                                                             |
|        | … Immergrüne Regenwälder (Äquator)       | 20 m        | 33 m                | 43 m        | + 45 bis 65 (>90) m                                                         |
|        | … Halbimmergrüne Regenwälder (Zonenrand) | 15 m        | 23 m                | 38 m        | hier Mittelamerika, SO-Brasilien, O-Madagaskar, NO-Australien + 20 bis 40 m |